# Aizier
Aizier – miejscowość i gmina we Francji, w regionie Normandia, w departamencie Eure. Przez miejscowość przepływa Sekwana. 
Według danych na rok 1990 gminę zamieszkiwało 113 osób, a gęstość zaludnienia wynosiła 48 osób/km².